# Fran Lhotka
Fran Lhotka, pokřtěn František Lhotka (25. prosince 1883 Mladá Vožice – 26. ledna 1962 Záhřeb) byl chorvatský hudební skladatel českého původu.

## Život

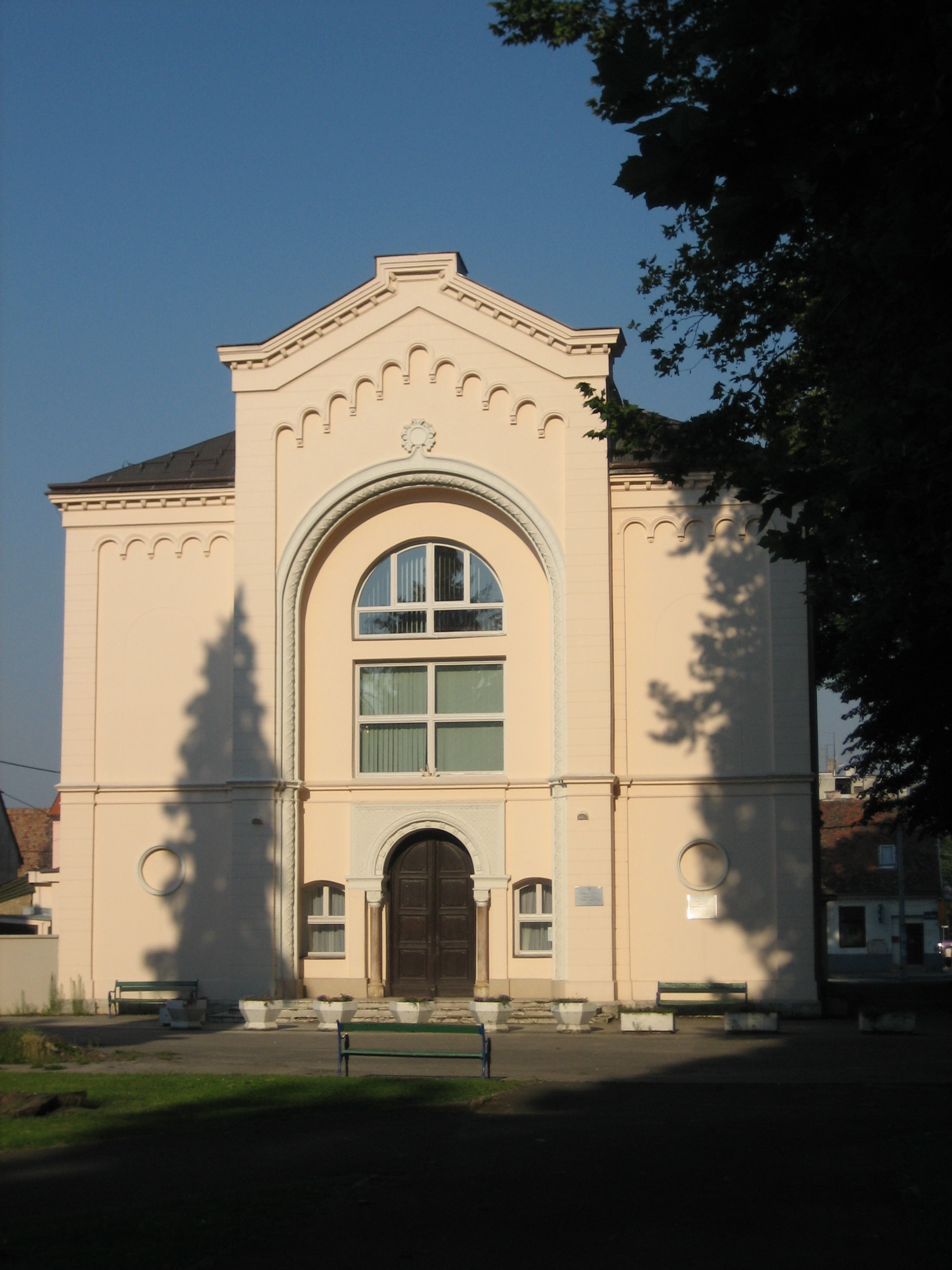
Bývalá synagoga, nyní hudební škola „Fran Lhotka“ v Sisaku, Chorvatsko

Otec skladatele byl zaměstnán na panství Küenburgů jako správce koníren. Dětství proto prožil na hraběcích statcích v okolí Prahy. Vystudoval gymnázium a vstoupil na Pražskou konzervatoř, kde studoval hru na lesní roh a skladbu. Jeho učiteli byli Karel Stecker, Josef Klička a Antonín Dvořák. Po absolvování konzervatoře a vojenské služby byl v roce 1908 jmenován profesorem na Hudebním učilišti v Jekatěrinoslavi (dnes Dněpropetrovsk. Jeho kolegou na této škole byl další český skladatel Jaroslav Křička.
V roce 1909 odešel do Chorvatska a stal se korepetitorem a hornistou opery Chorvatského národního divadla v Záhřebu. Učil na Hudební škole Chorvatského hudebního ústavu, v roce 1918 byl jmenován profesorem Hudební akademie a v roce 1923 se stal jejím rektorem. Vyučoval teoretické předměty a vydal učebnice harmonie (Harmonija - osnovi homofonog sloga) a dirigování (Dirigiranje). V letech 1912–1920 byl sbormistrem pěveckého sboru Lisinski, se kterým sklízel velké úspěchy u obecenstva v Jugoslávii i v zahraničí. Zcela splynul s chorvatským prostředím, začal používat chorvatskou podobu křestního jména a je všeobecně označován za skladatele chorvatského. Po dobu 2. světové války byl penzionován, ale ihned po válce se na Akademii vrátil a působil zde až do roku 1952.
V roce 1912 se oženil se svojí žačkou, klavíristkou, Ivou Antolkovičovou. Měli tři syny: Ivo Lhotka-Kalinski (1913–1987) se stal významným chorvatským hudebním skladatelem, Aleksander Lhotka je hudebním filmovým poradcem a Nedad Lhotka se stal baletním sólistou a účinkoval v premiérách otcových baletů.
Byl všestranným skladatelem, ale proslavil se především svými balety, které připravoval ve spolupráci s předními jugoslávskými tanečními umělci Piem a Pinou Mlakarovovými. Zemřel 26. ledna 1962 v Záhřebu a pochován je na hřbitově Mirogoj.

## Dílo

### Opery

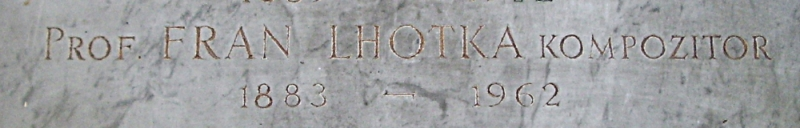
Hrob na hřbitově Mirogoj v Záhřebu — Chorvatsko

- Zlatokost Kraljevič (1909)
- U carstvu sanja (1912)
- Minka (1918)
- More (1922)

### Balety
- Djavo i njegov šegrt (Čert a jeho švagr, 1931)
- Djavo u selu (Čert na vsi, přepracovaný balet Djavo i njegov šegrt, 1934)
- Balada o srjedovječnoj ljubami (Balada o středověké lásce, 1937)
- Luk (1939)
- Amazonke
- Duša mora

### Symfonická díla
- Rej (Scherzo F-dur, 1905)
- Symfonie F-dur (1909)
- Houslový koncert d-moll (1914)
- Jugoslavensko capriccio (1930)
- Andante a Scherzo (1930)
- Svečana ouvertura (1930)
- Budnica Trenkovih pandura (1932)
- Fresky - Tři symfonické věty (1957)
- Koncert pro smyčce (1957)

### Komorní hudba
- Vzpomínka pro lesní roh a klavír (1908)
- Smyčcový kvartet g-moll (cena České akademie věd a umění, 1911)
- Sječanja (klavírní cyklus, 1916)
- Kvartet pro 4 flétny (1926)
- Dvije hrvatske rapsodije pro housle a klavír (Sljepačka, Žetelačka, 1932)
- Koncert pro smyčcový kvartet (1934)
- Andante a scherzo pro smyčcový kvartet (1934)
- Miniatury, Četiri plesna prizora pro klavír (1937)
- Serenáda pro housle a klavír (1948)
- Trio pro hoboj, klarinet a fagot (1948)
- Serenáda pro dvě flétny, klarinet a klavír

### Vokální skladby
- Moj dom (kantáta pro mužský sbor a orchestr)
- Úpravy lidových písní
- Masové písně (v letech 1945–1952)

### Filmová hudba
- Cement (1947)
- Zivjece ovaj narod (1947)
- Na novom putu (1948)
- Major Bauk (1951)
- Svoga tela gospodar (1952)

### Pedagogická díla
- Harmonija - osnovi homofonog sloga (Harmonie - základy homofonní textury, 1948),
- Dirigiranje (Dirigování, 1931).